# Salto de esqui nos Jogos Olímpicos de Inverno da Juventude de 2012
As disputas do salto de esqui nos Jogos Olímpicos de Inverno da Juventude de 2012 foram realizadas na Seefeld Arena, em Seefeld, Áustria, nos dias 14 e 20 de janeiro. Pela primeira vez na história dos Jogos Olímpicos de Inverno foi realizada a prova feminina. As esquipes mistas foram compostas por dois atletas do salto de esqui (masculino e feminino) e um do combinado nórdico.

## Calendário
| Janeiro           | 13 | 14 | 15 | 16 | 17 | 18 | 19 | 20 | 21 | 22 |
| ----------------- | -- | -- | -- | -- | -- | -- | -- | -- | -- | -- |
| Combinado nórdico |    | 2  |    |    |    |    |    |    | 1  |    |

|  | Dia de final |

## Eventos
- Individual masculino
- Individual feminino
- Equipes mistas

## Medalhistas
| Evento                        | Ouro                              | Prata                                 | Bronze                            |
| ----------------------------- | --------------------------------- | ------------------------------------- | --------------------------------- |
| Individual masculino detalhes | Anže Lanišek · Eslovênia \| 286.1 | Mats S. Berggaard · Noruega \| 277.8  | Yukiya Sato · Japão \| 260.1      |
| Individual feminino detalhes  | Sara Takanashi · Japão \| 269.3   | Katharina Althaus · Alemanha \| 242.5 | Urša Bogataj · Eslovênia \| 239.3 |
| Equipes mistas detalhes       | 640.1                             | 610.5                                 | 587.0                             |

## Quadro de medalhas
| Ordem | País            | Medalha de ouro | Medalha de prata | Medalha de bronze |   | Ordem por total |
| ----- | --------------- | --------------- | ---------------- | ----------------- | - | --------------- |
| 1     | Eslovênia (SLO) | 1               | 1                | 1                 | 3 | 1               |
| 2     | Alemanha (GER)  | 1               | 1                | 0                 | 2 | 2               |
| 3     | Japão (JPN)     | 1               | 0                | 1                 | 2 | 2               |
| 4     | Noruega (NOR)   | 0               | 1                | 0                 | 1 | 4               |
| 5     | Canadá (CAN)    | 0               | 0                | 1                 | 1 | 4               |
| Total | Total           | 3               | 3                | 3                 | 9 | -               |